# Circondario di Nizza
Il circondario di Nizza fu una ripartizione territoriale della provincia di Nizza del Regno di Sardegna, coestensiva dell'antica contea di Nizza.

## Storia
Creato da re Vittorio Emanuele I in seguito alla sconfitta di Napoleone col nome di "Provincia di Nizza della Divisione di Nizza", assunse il suo nome finale col decreto Rattazzi del 1859 che operò un decalage terminologico nelle denominazioni delle ripartizioni del Regno.
Come tutti i circondari comprendenti il capoluogo provinciale, il circondario di Nizza era un puro concetto ideale negativo cui non corrispondeva nessuna persona giuridica, ma rappresentava quella porzione del territorio provinciale in cui l'intendenza svolgeva appieno le sue funzioni, che invece nei circondari periferici erano in parte delegate ad una sottointendenza. Solo fra il 1848 e il 1859 ebbe un organismo proprio ossia un consiglio elettivo come porzione di quello divisionale.
Il circondario di Nizza (eccetto Briga Marittima e Tenda passate al circondario di Cuneo nell'omonima provincia in quanto trattenute dall’Italia), fu alfine ceduto alla Francia di Napoleone III col trattato di Torino (1860) come compenso per l'appoggio militare e diplomatico transalpino alla causa dell'unificazione italiana, e nonostante le proteste di Giuseppe Garibaldi, cittadino nizzardo.

## Suddivisione
Il circondario di Nizza era così suddiviso:
- mandamento di Nizza
  - comune di Nizza (intra ed extra)
- mandamento di Contes
  - comuni di Contes; Berra; Castelnuovo; Coarazza; Falicone; Sant'Andrea
- mandamento di Guillaumes
  - comuni di Guillaumes; Boglio; Castelnuovo d'Entraunes; Daluis; Entraunes; Peona; San Martino d'Entraunes; Sauze; Villanova d'Entraunes
- mandamento di Levenzo
  - comuni di Levenzo; Aspromonte; Duranus; Rocchetta San Martino; San Biagio; Torretta Levenzo
- mandamento di Mentone (solo dal 1848)
  - comuni di Mentone; Castellaro; Gorbio; Roccabruna; Sant'Agnese
- mandamento di Poggetto Theniers
  - comuni di Poggetto Theniers; Ascros; Auvara; La Croix; La Penna; Poggetto Rostang; Rigaud; Saint-Léger
- mandamento di Roccasterone
  - comuni di Roccasterone; Bonsone; Sigalla; Cuebris; Gilletta; Pietrafuoco; Sant'Antonino; Todone; Torretta Revest
- mandamento di Sospello
  - comuni di Sospello; Breglio; Castiglione; Molinetto
- mandamento di Scarena
  - comuni di Scarena; Drappo; Lucerame; Peglia; Peglione; Toetto di Scarena
- mandamento di San Martino Lantosca
  - comuni di San Martino Lantosca; Belvedere; Bollena; Maria; Rimplas; Roccabigliera; Valdiblora; Venanzone
- mandamento di Santo Stefano Monti
  - comuni di Santo Stefano Monti; Isola; Robione; Rorà; San Dalmazzo Selvatico; San Salvatore
- mandamento di Tenda
  - comuni di Tenda; Briga; Saorgio
- mandamento di Utelle
  - comuni di Utelle; Lantosca
- mandamento di Villafranca
  - comuni di Villafranca; Eza; Trinità Vittorio; Turbia
- mandamento di Villars
  - comuni di Villars; Bairols; Clanzo; Illonza; La Torre; Lieucia; Malaussena; Massoins; Pierlas; Thiery; Toetto di Boglio; Tornaforte